# Philippinischer Gehörlosenbund
Der Philippinischer Gehörlosenbund (englisch Philippine Federation of the Deaf, kurz PFD) ist die nationale Organisation der Gehörlosen auf den Philippinen, und zugleich eine Mitgliedsorganisation des Weltverband der Gehörlosen.

## Zielsetzungen
Der Philippinischer Gehörlosenbund zielt darauf ab, allen Mitgliedern der Gehörlosengemeinschaft zu dienen, unabhängig von Glaube, sozioökonomischer Klasse, sexueller Orientierung, Alter und ethnischem Hintergrund. Die Hauptziele der Organisation sind folgende:
- Chancengleichheit bei der Beschäftigung und Zugang zu qualitativ hochwertiger Bildung, sowie zum Telekommunikationssystemen und Massenmedien der Regierung und des privaten Sektors, zu Sozialdienstleistungen und im öffentlichen/öffentlichen Nahverkehrssystem;
- Die Verwendung der Filipino Sign Language (FSL) als bevorzugte Sprache der philippinischen Gehörlosen und Unterstützung diesbezüglicher Forschungs- und Entwicklungsprogramme / -projekte;
- Die Schaffung eines öffentlichen Bewusstseins für Gehörlose in der philippinischen Gesellschaft und Unterstützung der Bemühungen um deren Verbreitung
- Unterstützung der Ausbildung von qualifizierten Dolmetschern für Gehörlose.